# Scalidognathus radialis
Espèce
Synonymes
- Mygale radialis O. Pickard-Cambridge, 1869

Scalidognathus radialis est une espèce d'araignées mygalomorphes de la famille des Idiopidae.

## Distribution
Cette espèce est endémique du Sri Lanka.

## Publication originale
- O. Pickard-Cambridge, 1869 : Catalogue of a collection of Ceylon Araneida lately received from Mr J. Nietner, with descriptions of new species and characters of a new genus. I. The Journal of the Linnean Society of London, Zoology, vol. 10, p. 373-397 (texte intégral).